# 2. Petrovo pismo
Drugo Petrovo pismo je eno izmed sedmih katoliških pisem (sem spadajo še 1 Jn, 2 Jn, 3 Jn, Jak, 1 Pt in Jud). Prvo Petrovo pismo se načeloma pripisuje apostolu Petru, a je psevdonimno, napisano okrog 130 po Kr. Iz pisma ni razvidno, komu točno naj bi bilo namenjeno.
Pismo vsebuje dva teološka poudarka: Jezusov drugi prihod, pri čemer spregovori tudi o pojmu časa pri Bogu. Drugi poudarek pa je v navdihnjenju Svetega pisma.

## Nastanek

### Avtorstvo
Primerjava s Prvim Petrovim pismom nam pokaže, da nimata istega pisca, kar je že v 4. stoletju opazil Hieronim. Ta sklep lahko utemeljimo z argumenti, da v njem ni citatov iz Stare zaveze, da se besedišče v veliki meri (60 %) razlikuje od 1 Pt in da slog v prednjem slovesnejši, pompoznejši in celo nekoliko prisiljen. 
Drugo Petrovo pismo je psevdonimno delo, ki je gotovejše od psevdonimnosti drugih novozaveznih del (Brown 2008, 756).

### Čas in kraj nastanka
Točna letnica nastanka ni znana, toda zgornja meja je zamejena z letom 200, saj ga je v 3. stoletju že poznal Origen. Spodnjo mejo zamejitve časa, okoli leta 100, pa nakazujejo nekatere trditve v samem delu, saj je iz njega razvidno, da so apostoli že umrli, da so bila 1 Pt, Judovo in Pavlova pisma že napisana. Prav tako je bilo znano izročilo o Jezusovi napovedi Petrove smrti (glej 2 Pt 1,14; 2 Pt 3,1; 2 Pt 3,4; 2 Pt 3,15–16).
Pismo je moralo biti napisano v kraju, kjer je bil apostol Peter po svoji smrti še vedno avtoriteta. V tej skupnosti so poznali tudi Prvo Petrovo pismo, zbirko Pavlinskih pisem in Judovo pismo. Najverjetnejši kraj za nastanek 2 Pt je Rim, kjer je apostol Peter umrl mučeniške smrti. 

### Naslovnik
V samem pismu je zapisano ˝vam, ki ste po pravičnosti našega Boga in odrešenika Jezusa Kristusa prejeli prav takó dragoceno vero kakor mi˝ (2 Pt 1,1), iz česar bi se dalo predpostaviti, da se lahko pismo nanaša na vse kristjane. Besede, s katerimi se začne tretje poglavje pisma, pa nam nakažejo, da se pismo nanaša na isto skupnost, kot jo je omenjalo 1 Pt. To dopolnita tudi vrstici v 2 Pt 3,16–17, ki omenjata tudi Pavla in njegova pisma. Iz navedenega izhaja, da so naslovljenci tisti kristjani, ki živijo v vzhodnem Sredozemlju. 

## Vsebina

### Struktura
- A. Uvodni obrazec 2 Pt 1,1–2
- B. Glavni del 2 Pt 1,3–3,16, ki se deli v 3 dele: 
  - I. del: 2 Pt 1,3–21 Spodbuda k napredovanju
  - II. del: 2 Pt 2,1–22 Obsodba lažnih učiteljev
  - III. del: 2 Pt 3,1–16 Zakasnitev drugega prihoda
- C. Sklepna spodbuda in doksologija (hvalnica) 2 Pt 3,17–18

### Povzetek
A. Uvodni obrazec 2 Pt 1,1–2
Sam uvodni obrazec je edina pomembnejša poteza, ki nakazuje na pisemsko literarno zvrst. Preostali del Drugega Petrovega pisma pa bolj ustreza literarni obliki poslanice.
B. I. del: 2 Pt 1,3–21 Spodbuda k napredovanju
Pisec v tem delu najprej našteva izraze, ˝ki se kopičijo /…/ v obilnem razkošju˝ (Brown 2008, 753), z njimi pa želi naslovljencem, ˝da bi postali deležni božanske narave˝(2 Pt 1,4). Ta del doseže svoj vrhunec z razodetjem iz nebes, ko Bog potrdi, da je Jezus njegov Sin, Ljubljeni Sin, ko je za očividce preroška beseda postala še trdnejša. Ob zaključnih besedah, pa se zdi, ˝da odlomek nasprotuje pravici do zasebne, privatne razlage Svetega pisma˝ (Brown 2008, 754), odlomek pa govori le o starozavezni prerokbi. 
B. II. del: 2 Pt 2,1–22 Obsodba lažnih učiteljev
Avtor je v tem delu pisma ˝veliko prevzemal iz Judovega pisma˝ (Brown 2008, 754), so pa med deloma posamezne razlike. Drugo Petrovo pismo se zavzema za tiste, ˝ki so bili izvzeti božje kazni˝(Brown 2008, 755), kar je kot dokaz, da Bog zna rešiti globoko pobožne iz preizkušnje (Brown 2008, 755). 
V zaključku tega poglavja pa o beremo zlobnosti lažnih prerokov, ki je tukaj za razliko od Judovega pisma veliko bolj poudarjena. V 2 Pt 2,22 pa beremo svetopisemski pregovor iz Prg 26,11.
B. III. del: 2 Pt 3,1–16 Zakasnitev drugega prihoda
Tudi v tem zadnjem delu glavnega besedila 2 Pt nadaljuje s polemiko iz prejšnjega poglavja in povzema nekatere dele iz Judovega pisma (2 Pt 1,16–17).
Vrh tega besedila je v zakasnitvi prihoda, ki jo odpravi z nedoumljivostjo božjega časa ˝pred Gospodom je en dan kakor tisoč let in tisoč let kakor en dan˝ (2 Pt 3,8). V nadaljevanju pa beremo tudi o Gospodovi potrpežljivosti in prihodu Gospodovega dne. Za slednjega je zapisano, da bo prišel kakor tat, ter takrat se bo zemlja razkrila, zato je prav, da živijo ves čas sveto in pobožno.
C. Sklepna spodbuda in doksologija (hvalnica) 2 Pt 3,17–18
Sklepna spodbuda je učinkovit povzetek poprej razloženega, vsebuje pa tudi svarilo, da naj se varujejo blodnje pokvarjenih. Doksologija oz. hvalnica pa izrazi slavo ne samo za ta trenutek, temveč, kot je zapisano, ˝do dneva večnosti˝ (2 Pt 3,18).

### Teološki poudarki
Vera je v tem pismu povezana tako s spoznanjem, kot z življenjem vernikov in dialogom z lažnimi učitelji. Pismo vero opisuje s številnimi besedami: je pot resnice, kar beremo v 2 Pt 2,2; je pot pravičnosti, o čemer beremo v 2 Pt 2,21 in je Gospodova zapoved apostolom, kar je zapisano v 2 Pt 3,2.
V drugem poglavju (2–10) se dotakne teme Boga kot sodnika sveta, ko govori o lažnih učiteljih, ki k sebi privabijo mnoge in delajo zaradi denarja. Bog pa je predstavljen tudi kot Stvarnik sveta, o tem pa še globlje razlaga, ko govori o zakasnitvi Jezusove tako imenovane paruzije, (paruzija v tem smislu pomeni “navzočnost, prihod”). Zakasnitev Gospodovega prihoda je znamenje Gospodove potrpežljivosti do nas, saj nam je s tem dan čas za spreobrnjenje (2 Pt 3,9.15) in tudi znamenje Gospodove ljubezni.
Pismo pa je teološko pomembno tudi zaradi tega, ker se dotakne navdihnjenosti in razlage Svetega pisma: Sveto pismo opredeli kot besedo prerokov (2 Pt 1,19); kot prerokbo Svetega pisma (2 Pt 1,20.21); kot pot pravičnosti (2 Pt 2,2); kot luč, ki sveti na temnem kraju (2 Pt 1,19). Avtor opredeli tudi načela za razlago Svetega pisma ({{bibl|2 Pt 1,20–21{{), ter poda svarilo ˝pred nevarnostjo subjektivne in privatne interpretacije (1,20), saj vsebuje mesta, ki so težje razložljiva ali napačno razumljena˝ (Palmisano 2018, 80). V tem pismu pa lahko beremo tudi o dveh razsežnostih Svetega pisma: Sveto pismo ima dva avtorja – Boga in človeka, kar pomeni, da je napisano na človeku razumljen način po navdihu Svetega Duha. »Od tod izhaja načelo branja v Svetem Duhu«.(Palmisano 2018, 80)